# Have a Nice Life
Have a Nice Life is een Amerikaans muziekduo uit Middletown (Connecticut), bestaande uit Dan Barrett (alias Giles Corey) en Tim Macuga. Hun muziekstijl is een onheilspellende, moeilijk te definiëren combinatie van black metal, shoegaze, postpunk en emo.
De groep maakte in 2008 hun debuut met het in eigen beheer uitgebrachte dubbelalbum Deathconsciousness, dat in de loop der jaren via online muziekfora een fanatieke cultstatus verkreeg. In 2014 verscheen het album The Unnatural World, gevolgd door Sea of Worry in 2019.

## Discografie

### Studioalbums
- Deathconsciousness (2008)
- The Unnatural World (2014)
- Sea of Worry (2019)

### Verzamelalbum
- Voids (2009)

### EP
- Time of Land (2010)

### Demo's
- Have a Nice Life vs. You (2002)
- Powers of Ten (2006)

### Singles
- The Big Gloom (2006)
- Bloodhail (2008)
- I Don't Love" (2008)
- Sea of Worry (2019)
- Lords of Tresserhorn (2019)
- Science Beat (2019)

### Livealbum
- Live at The Stone NYC (2010)